# Coventry City F.C.
Coventry City er en engelsk fodboldklub fra Coventry, der spiller i Championship, men som spillede i Premier League 1967-2001, hvilket er en af de længste serier i engelsk fodbolds historie – overgået af Arsenal og Sunderland. Klubben nåede dog aldrig en bedre placering end en 6. plads i den bedste engelske række. En enkelt gang har klubben vundet FA Cuppen, og det var i 1987.
Klubbens første mange år var intet specielt, men i 1959 rykkede man op fra 4. division og efter to yderligere oprykninger kunne man i 1967 kalde sig 1. divisionsklub (1. division var på det tidspunkt den bedste række). Ingen troede, at klubben ville overleve, men det gjorde den og de næste 33 år endte Coventry på stort set alle placeringer mellem 6 og 19.
De gode resultater betød også en plads i UEFA Cuppen (dengang Intercity Cuppen), hvor klubben bl.a. slog Bayern München 2-1 på hjemmebane i 1971, blot for at tabe 5-1- i München. Den største succes kom dog i 1987, hvor FA Cuppen blev vundet med en 3-2-sejr over Tottenham Hotspur, og dermed blev den klassiske Monty Python-sketch Kommunist-quizzen forældet, da et af trickspørgsmålene er "Hvornår vandt Coventry City sidst FA Cuppen?" (svaret var "aldrig"). Det blev dog ikke til deltagelse i Pokalvindernes Turnering, da England var udelukket fra europæisk fodbold pga. Heysel-tragedien.
I 2001 gik det galt for klubben, der med manager Gordon Strachan ved roret måtte forlade Premier League efter 34 år. Siden har det budt på en række midterplaceringer i The Championship, men endnu er det ikke lykkedes at vende tilbage til Premier League. I 2005 forlod klubben sin mangeårige hjemmebane Highfield Road og skiftede til det mere moderne stadion Coventry Building Society Arena. I 2012 fortsatte nedturen da klubben rykkede ned i League One for første gang i 48 år, og efter en skidt start på tilværelsen i League One blev manager Andy Thorn fyret. Den 19. september 2012 blev Mark Robins udpeget som ny manager. I 2017 blev derouten total, idet klubben for første gang siden 1959 rykkede ned i fjerdebedste række, Leage Two.
Coventry opnåede i samme sæson at spille på Wembley for første gang i 30 år, idet de vandt EFL Trophy ved at besejre Oxford United i finalen.  
Af danske spillere kan nævnes Martin Johansen, Morten Hyldgaard, Mikkel Bischoff og den dansk-fødte færøske landsholdsspiller Claus Bech Jørgensen.

## Officiel Hall of Fame
Klubben har en officiel "Hall of Fame" med de mest betydningsfulde spillere gennem tiderne:
| Spiller         | Kampe | Mål |
| --------------- | ----- | --- |
| Dave Bennet     | 201   | 33  |
| Brian Borrows   | 477   | 13  |
| Clarrie Bourton | 241   | 182 |
| Willie Carr     | 280   | 36  |
| Mick Coop       | 492   | 22  |
| George Curtis   | 538   | 13  |
| Jimmy Dougall   | 236   | 14  |
| Dion Dublin     | 170   | 72  |

| Spiller           | Kampe | Mål |
| ----------------- | ----- | --- |
| Ron Farmer        | 311   | 52  |
| Mick Ferguson     | 141   | 57  |
| Ian Gibson        | 101   | 14  |
| Bill Glazier      | 395   | 0   |
| Frederick Herbert | 199   | 85  |
| George Hudson     | 129   | 75  |
| Ernie Hunt        | 166   | 51  |
| Tommy Hutchison   | 355   | 30  |

| Spiller         | Kampe | Mål |
| --------------- | ----- | --- |
| Mick Kearns     | 382   | 16  |
| Leslie Jones    | 145   | 73  |
| Jock Lauderdale | 182   | 63  |
| George Lowrie   | 85    | 59  |
| Ernie Machin    | 289   | 39  |
| George Mason    | 350   | 9   |
| Reg Matthews    | 116   | 0   |
| Steve Ogrizovic | 601   | 1   |

| Spiller       | Kampe | Mål |
| ------------- | ----- | --- |
| Trevor Peake  | 336   | 7   |
| Ronnie Rees   | 262   | 52  |
| Cyrille Regis | 283   | 62  |
| Richard Shaw  | 362   | 1   |
| Danny Thomas  | 123   | 6   |
| Ian Wallace   | 138   | 60  |
| Alf Wood      | 246   | 0   |

Blandt de  øvrige mest kendte spillere for klubben er irske Robbie Keane, rumænske Viorel Moldovan  og Mark Hateley.